# Кувайська сільська рада
Кува́йська сільська рада (рос. Кувайский сельский совет) — сільське поселення у складі Новосергієвського району Оренбурзької області Росії.
Адміністративний центр — село Кувай.

## Населення
Населення — 982 особи (2019; 1151 в 2010, 1241 у 2002).

## Склад
До складу сільської ради входять:
| Населений пункт | Населення, осіб (2002) | Населення, осіб (2010) |
| --------------- | ---------------------- | ---------------------- |
| Горний, селище  | 259                    | 246                    |
| Кувай, село     | 660                    | 606                    |
| Мрясово, село   | 322                    | 299                    |